# Heteropoda martusa
Heteropoda martusa este o specie de păianjeni din genul Heteropoda, familia Sparassidae, descrisă de Jäger în anul 2000. Conform Catalogue of Life specia Heteropoda martusa nu are subspecii cunoscute.